# Michel Lomme
Michel Lomme (Uccle, 1955. szeptember 16. –) KEK-győztes belga labdarúgó, hátvéd.

## Pályafutása
1975–76-ban az Anderlecht, 1976–77-ben az Union Saint-Gilloise, 1977 és 1979 között ismét az Anderlecht, 1979–80-ban az UR Namur labdarúgója volt. Az Anderlechttel egy belgakupa-győzelmet ért el. Tagja volt az 1975–76-os és az 1977–78-as idényben KEK-győztes csapatnak.

## Sikerei, díjai
Anderlecht
- Belga kupa
  - győztes: 1976
- Kupagyőztesek Európa-kupája (KEK)
  - győztes (2): 1975–76, 1977–78
- UEFA-szuperkupa
  - győztes: 1976